# Havekunst
Havekunst er for så vidt nært beslægtet
med landskabsmaleriet og arkitekturen, som
der af dens udøvere, landskabsgartnerne,
fordres, at de må være i besiddelse af
kunstnerisk sans, således at de er i stand til på den
ene side at benytte landskabets naturlige
skønhed eller ved de midler, de har til deres
rådighed, at bibringe landskabet den
skønhed, det mangler, samt på den anden side at
bringe harmoni til veje mellem bygningens
arkitektur og haveanlægget. 
I ældre tid
forstod man ved havekunst tillige selve dyrkningen af
haveplanter; men at kalde det at kunne dyrke
denne eller hin plante en kunst, er kun lidet
foreneligt med, hvad nutiden forstår ved
begrebet kunst, og ordet havekunst bruges derfor sjældent på den måde.

## Oldtiden
Allerede hos oldtidens folk træffer man en
stræben efter at udsmykke boligernes nærmeste
omgivelser med haveanlæg. I gravene ved
Beni Hassan i Ægypten findes der flere
havetegninger, som stammer fra ca. 2300 f.Kr.
Som man kan se på billedet, er den retvinklet 
og anlagt i symmetrisk stil. Den grænser på
den ene side op til vand, og træerne, der er
plantede i lige linjer, er palmer, akacier med flere.
Ægypterne forstod at anlægge regelrette
havebede og veje, som de ofte indfattede med
kunstig klippede hække. 
I de babyloniske eller assyriske haver, ca. 2000 år f.Kr., var formen ligesom i de
ægyptiske haver firkantet; hver side var 130 m
lang, og haven var anlagt i terrasser med
blomsterparterrer, grotter, springvand og
siddepladser; fra den øverste platform havde
man en smuk udsigt over haven og omegnen.
I de jødiske haver genfinder vi atter den
firkantede form. 
Salomon, der levede omkring 1000 f.Kr.,
var en stor haveven; hans have var omgivet
af en høj mur og indeholdt en mængde forskellige
prydplanter og frugttræer. Kyros den ældre
(559-529 f.Kr.), grundlæggeren af det store
persiske rige, fremmede frugttræsdyrkningen og
lod anlægge skolehaver ved de anstalter, hvor
sønnerne af rigets stormænd blev opdraget.
Dareios (521-485 f.Kr.) anlagde skyggefulde
parkanlæg med dyrehaver ved karavanevejene
for at den rejsende dér kunne finde skygge og
forsyne sig med vand. Kyros den yngre (401 f.
Kr.) skal også have anlagt lignende parkanlæg
med skyggefulde alléer eller lunde af plataner,
cypresser og palmer, i hvilke der var anbragt
springvand og udsigtstårne. 
Grækenland
I Grækenland
synes der ikke oprindeligt at have været nogen sans for
havedyrkning, og først ved indvandring fra
Ægypten og Lilleasien begyndte sansen herfor
at vågne. Det er derfor ret naturligt, at den
stil, hvori de græske haver blev anlagt, er den
samme, som ovenfor er omtalt. Firkanten
spillede hovedrollen; dog benyttede man ved
udsmykning af mindre partier også ottekanten og
undertiden cirklen. 
Så vidt man kan se, har
haverne i Asien og Ægypten altid været privat
ejendom, men i Grækenland optræder for
første gang offentlige haveanlæg. Foruden de
hellige lunde havde man også andre offentlige
haver, blandt hvilke Platons akademi, der blev anlagt 460?
f.Kr., er den mest bekendte. Foruden de brede
veje, hvor Platon og Epikur samlede deres
tilhørere om sig, fandtes smalle veje med tæt
beplantning, de såkaldte filosofgange. I Italien
skilte de gamle romere på et tidligt tidspunkt
frugt- og køkkenhaven fra lysthaven. 
Romerriget
Den regelmæssige havestil med lige gange og
cirkler var fremdeles enerådende; verandaer, der
dækkedes af talrige slyngplanter, pragtfulde
blomsterparterrer og træer, tilskårne i alle
hånde figurer, gav lysthaven dens karakter.
Parkanlæggene var ofte af betydelig
udstrækning; parken ved kejser Hadrians villa var
således 12 romerske mil i omkreds. Sådanne
parker indeholdt som oftest fiskedamme,
vandfald, arkitektonisk smukke bassiner,
hippodrom, teater og andre mindre havebygninger samt
dyrehaver, der var omgivet af mure. Plinius den yngre, død 110 e.Kr., 
har givet en så udførlig beskrivelse af sine villaer, Tuscum og
Laurentium (billede), at man har kunnet tegne
grundplanen af disse. Med det romerske riges
forfald gik også sansen for smukke haveanlæg
til grunde, og i 8.-12. århundrede var det så godt
som udelukkende munkene ved de talrige
klostre, der beskæftigede sig med havedyrkning.

## Den italienske havestil
I det 16. århundrede ved renæssancetiden opstod i
Italien den såkaldte italienske havestil.
Oldtidens symmetriske og regelmæssige linjer
bibeholdtes; men da haverne i reglen blev anlagt på bjergskråninger, var der rig
anvendelse for terrasser med prægtige balustrader
og søjlehaller eller lave hække, som ikke
hindrede udsigten. De fleste steder fandtes der rigeligt
med vand, som benyttedes til kaskader,
fontæner og springvand. Udgravningen af de
talrige statuer fra Roms glansperiode gav let
adgang til at smykke haverne med disse
kunstskatte, som – i forbindelse med de i
marmor udhuggede balustrader og søjlehaller –
bevirkede at de italienske haver ofte mere
lignede en kunstsamling end en have. I begyndelsen af
denne periode synes man at have fortsat med
at klippe træerne i forskellige former, men man
fraveg senere denne regel. 
Piro Ligerio, død 1583, en
fremragende italienske kunstner på
haveanlægsområdet, skal være den første, som i et af ham
udført anlæg ved Villa d'Este, i nærheden af
Rom, lod træerne vokse frit. 
Den arkitektoniske og plastiske udsmykning i forbindelse med
naturligt voksende træer var altså det, der i
hovedtrækkene karakteriserede den italienske
havestil i henseende til selve anlægget, men en
særlig tiltrækning fik disse haver ved deres
overordentlig naturskønne omgivelser.
Udsigterne over det mørkeblå hav eller over dalene
og bjergskråningerne i forbindelse med de
skønne marmorarbejder og stilfulde anlæg
udgjorde en så tiltalende forening af natur og
kunst, at den uundgåelig måtte aftvinge
enhver udelt beundring. 
Havekunst ville længe ikke 
slå rod nord for Alperne, og da den endelig
begyndte at vinde fodfæste der, var den oprindeligt
rene og smukke italienske havestil blevet belemret
med så mange udskejelser og latterlige
snurrepiberier, at der i høj grad tiltrængtes en
reform.

## Den franske havestil
Det var franskmanden André le Notre
(1613-1700) forbeholdt at indføre denne, idet
han nemlig grundlagde den såkaldte
franske havestil. Denne var beslægtet med den
italienske og udmærkede sig ved en ofte endog
i enkeltheder gennemført symmetri, men
adskilte sig fra den italienske derved, at man til disse
haveanlæg udsøgte et nogenlunde fladt terræn.
De naturskønne omgivelser, som gjorde de italienske
haver så smukke, manglede her, og den
virkning, der tilsigtedes, søgte man at nå gennem
storslået enkelthed i selve anlægget og ved
udsmykning af haven med fontæner,
vandspring, skulpturarbejder og mindre
havebygninger efter datidens smag. Karakteristisk for
den franske havestil, i modsætning til alle tidligere
stilarter, er de storslåede perspektiver, som
udmærker denne, og som det flade terræn
særlig indbød til. 
Man kan således ikke godt
tænke sig noget mere imponerende end
hovedperspektivet i slotshaven ved Versailles (billede); 
ved begge sider begrænses det af store
træer, man overskuer det pragtfulde parterre
med de kæmpemæssige fontæner og mange
skulpturer samt i baggrunden den store kanal,
omgivet af alléer. 
I det franske anlæg anlagdes
nærmest slottet terrasser med blomsterparterrer,
indfattede af buksbom og med fritstående
mindre træer eller buske, som blev klippet i
regelmæssige former. Parterrets form rettede sig
efter bygningens hovedfacade og var som
oftest to til tre gange længere end denne, men kunne
også, når forholdene krævede det, være af
samme længde (billede). Ved siderne af
parterret anlagdes gange, ofte indfattede af høje
hække og med vinduelignende åbninger i den
indvendige hæk, således at man fra gangen
kunne se ind over parterret. Ofte var
hækkene klippede, som næste billede viser. De lige, af høje
hække indesluttede gange samt alléerne ved
havens ydersider udstrålede ofte regelmæssigt
fra en større rundkreds, i hvis midte der
anbragtes en pavillon, en statue, et springvand
eller lignende. Havens grænse dannedes af en mur,
hæk eller anden tæt plantning for derved at
skjule de omgivende landskaber; alt inden for
havens område var påtrykt et kunstlet
arkitektonisk stempel, og naturskønheden måtte
skjules for ikke at fremkalde disharmoni.
Udsigt til det omgivende terræn var derfor
kun tilladt for enden af en allé, hvor der i så fald
skulle være udsigt til en kirke, et slot eller en
anden monumental bygning. Foruden hækkene
klippedes også allétræerne og de fritstående
træer og buske i kunstige former, navnlig var
pyramideformen hyppig. I den franske havestil var
slottet hovedsagen, og haven var kun til for
at give dette så harmoniske og flatterende
omgivelser som muligt; den menneskelige kunst
var sat i højsædet med ringeagt for alt, hvad
der kun var naturskønhed. 
Den franske havestil vandt hurtig stor udbredelse over hele den
civiliserede verden, såvel i større som i mindre
haver, men det skulle ikke vare længe, før
omslaget kom. Til trods for den uhyre pragt,
der udfoldedes, og til trods for den glimrende
totalvirkning, som måtte gøre indtryk på
enhver besøgende, der første gang så et sådant
anlæg, kunne det ikke undgås, at haver i fransk
stil i længden virkede trættende og monoton.
Når ikke de brede, snorlige veje blev oplivet af
en broget skare besøgende, gjorde anlægget et
øde og trist indtryk. Hertil kom, at de franske
haver var uhyre kostbare at anlægge, ligesom 
det varede flere år, før hækkene og de øvrige
plantninger voksede til, således at haven
kunne få den tilsigtede karakter, og når
plantningerne endelig var blevet store, varede det
ikke længe, før de kunstig formede træer og
buske snart her, snart der begyndte at gå ud
og måtte erstattes af ny.

## Den engelske havestil
Det vil ikke være undgået opmærksomheden,
at det er de babyloniske og ægyptiske
havers retlinede og symmetriske
stil, der indtil dette tidspunkt
har været enerådende i Europa, og
skulle man kunne komme bort fra
denne stil, kunne det kun ske
ved fuldstændig at bryde med
alt det overleverede. Det er
derfor let at forstå, at der
skulle tid til, inden vejen blev
banet for den landskabelige eller
såkaldte engelske havestil.
Allerede i slutningen af det 17. århundrede
fremkom der i England flere skrifter,
som skarpt kritiserede de
retlinede haveanlæg og anbefalede
en mere naturlig havestil, men
det var dog først omtrent 100
år senere, at den engelske
havestil begyndte at vinde mere almindelig
indpas, hvortil særlig
landskabsmaleren William Kent i begyndelsen og Humphry Repton
i slutningen af det 18. århundrede
bidrog væsentlig ved deres
opsigtsvækkende skrifter. I Kina havde den naturlige
havestil fra den fjerneste oldtid været
enerådende, og utvivlsomt har forbillederne fra de
kinesiske haveanlæg haft en ikke ringe indflydelse
på den engelske havestils fremkomst.
I modsætning til den franske havestil
karakteriseres den engelske ved krumme linjer og naturlige
træformer med udeladelse
af alt, hvad der kommer ind
under begrebet: regelbunden,
stiv symmetri. Anlæg af en
park i den engelske stil forudsætter
et indgående studium af
naturen, idet opgaven er at
udnytte og ved plantning og
omformning berige det
foreliggende terræns naturlige
skønhed, at efterligne og
samle inden for dettes
område sådanne i
landskabelig henseende smukke
partier, som de ses i naturen,
for så vidt forholdene
tillader, at det kan udføres
uden at gøre indtryk på
beskueren af noget søgt eller
lavet, samt ved udsigter ud
over havens grænser at
indlemme de omgivende
landskabers naturskønhed i
haven. Hertil kan føjes, at
mens der i det franske anlæg kun
var brug for nogle ganske
få træarter, er en rig
afveksling af træer med forskellige
vækst, bladform og
bladfarve på sin plads i det engelske
anlæg, endvidere, at mens
vandpartierne i det franske
anlæg bestod af kunstige
fontæner og snorlige kanaler, bliver de i det engelske
anlæg naturlig udseende damme og søer eller
åer og bække, der slynger sig uregelmæssig
gennem terrænet.
I slutningen af det 18. og begyndelsen af det 19. århundrede
omdannedes så godt som alle datidens franske anlæg til
parker i engelske stil, og der findes nu til dags
kun ganske få haver, hvor den franske stil er
bevaret. Det var et brud med årtusinders
begreber om haveanlæg, og det er derfor ikke til
at undres over, at man i sin iver for at komme
bort fra den symmetriske havestils stive
former gik for vidt og overså, at der kunne være
forhold, hvor denne kunne have sin
berettigelse. 
Ifølge nutidens opfattelse er den franske eller
symmetriske stil på sin plads i de partier af
haven, der ligger nærmest omkring
hovedbygningen. Kun det franske anlægs lige linjer
harmonerer med de arkitektoniske former, og derfor
bør den lille del af haven, hvor
hovedbygningen indtager den dominerende plads, være
holdt i den franske stil; det bliver da
landskabsgartneren opgave på simpel måde og uden bratte
overgange at lade den franske stils regelmæssige
linjer flyde over i det øvrige anlægs naturlige
stil med dets krumme linjer. Foruden i det
nævnte tilfælde, hvor altså det franske anlæg
bliver en lille del af den hele park, kan der
imidlertid også være andre forhold, hvor det
franske anlæg har sin berettigelse. Det ville
således være absolut forkasteligt at anvende den
landskabelige stil på steder, hvor bygningen
er hovedsagen og anlægget det underordnede,
eller hvor anlægget kun er til for at give
bygningen så flatterende omgivelser som muligt
og yderligere at fremhæve bygningens
arkitektoniske skønhed, hvilket navnlig hyppigt er
tilfældet med små anlæg foran byernes
pragtbygninger.

## Om udbredelsen af den engelske havestil
Steen Eiler Rasmussen har en hård bedømmelse af udbredelsen af den engelske havestil til "fastlandet":
| „ | "... Men efter at den Kentske Havestil var slaaet igennem, forstod man i England, at Bølgelinien ikke var Hovedsagen. Vi har set, hvorledes allerede Chambers polemiserede imod den. Men for mange på Fastlandet blev Slangelinierne stadig Symbolet paa den landskabelige Havestil. Når man vilde prøve det urimelige: at give Skabeloner for den fritvoksende og ukunstlede Have, saa maatte Resultatet blive en Samling mere eller mindre elegante Kurver. Medens man i England arbejdede mere og mere bevidst med Havens plastiske Form og med Plantematerialet, udviklede Problemet sig på Fastlandet nærmest til et Spørgsmål om Linieføring (Alphand i Paris under Napoleon III). I denne Karikatur sejrede den engelske Have fuldstændig. I Danmark findes der vel næppe en Provinsby med Agtelse for sig selv, der ikke har et Anlæg i hvad vi kalder den engelske Stil, d.v.s. en Have gennemtrukket af altfor brede, slyngede Veje omkring pæreformede Græsplæner, hist og her beplantet med karakterløse Busketter og Træer og maaske endda med nogle Klatter af Blomsterbede. ..." | “ |
|   | — Steen Eiler Ramussen: London, 1973, side 142f |   |

## Hovedkilde
- Havebrugsteoretiker Leopold Helweg: "Havekunst" i Salmonsens Konversationsleksikon (2. udgave, 1921)